# Pilea spicata
Pour les articles homonymes, voir Pilea et Spicata.
Espèce
Pilea spicata est une espèce de plantes à fleurs de la famille des Urticaceae.
C'est une plante herbacée.